# Перевозникова, Наталия Игоревна
 Наталия Игоревна Перевозникова (Никулина)  (род. 31 января 1972, Ленинград, РСФСР, СССР) — российская баскетболистка, выступавшая в амплуа разыгрывающего защитника. Обладатель кубка Европы ФИБА, неоднократный призёр чемпионата России. Мастер спорта международного класса.

## Биография[1]
Никулина Наталия выпускница кронштадтской спортивной школы. Первым профессиональным клубом в её карьере стала питерская «Волна», под руководством Станислава Гельчинского. В 1989 году она была вызвана в кадетскую сборную СССР на чемпионат Европы в Румынию. Там Наталия (8,2 очка в среднем за матч) вместе со своими подругами завоёвывает бронзовые медали европейского первенства.
В 1998 году баскетболистка покидает Санкт-Петербург и уезжает в московский ЦСКА, где завоёвывает свою первую медаль российского чемпионата — серебряную.
В январе 2000 года Перевозникова возвращается в родной город, но отыграв 4 матча в Высшей лиге за «Балтийскую Звезду» она переходит в «Вологду-Чевакату». В вологодской команде Наталия становится обладателем бронзовой медали чемпионата России, вместе с командой доходит до четвертьфинала Кубка Ронкетти.
С сезона 2002/03 она выступает за «Балтийскую Звезду» и уже на следующий год Наталия выигрывает бронзовые медали российского первенства, поднимает над своей головой, выигранный кубка Европы ФИБА. После успешно проведенного сезона главный тренер команды Кира Тржескал сказала о баскетболистке:

Кто-то очень метко назвал Наташу "игроком эпизода". Я, пожалуй, соглашусь с этим мнением. "Финал четырёх" в Турции - лишнее подтверждение этому. В борьбе за Кубок ФИБА она здорово "выстрелила". Вышла на площадку, не растерялась, повела команду вперёд. Опыт Перевозниковой нам очень помог. Но хотелось бы пожелать Наташе побольше стабильности. 

После ухода Тржескал из команды, Перевозникова не задерживается в Санкт-Петербурге и переходит в «Динамо». В Москве за два сезона Наталия выиграла серебряную и бронзовую медаль чемпионата России, постоянно играла в матчах Евролиги ФИБА.
В 2006 году Перевозникова завершила карьеру баскетболистки. В настоящий момент, проживая в Санкт-Петербурге, Наталия ведёт активный образ жизни: тренер групповых программ в Фитнес - центре «Sportlife» , участвует в играх любительской Глобальной лиге баскетбола, тренирует команды Невской баскетбольной лиги, занимает должность доцента на кафедре физического воспитания Санкт-Петербургского университета профсоюзов. Ранее ею была получена степень кандидата педагогических наук. Тема диссертации - Игровая фитнес-технология в системе двигательной активности мужчин зрелого возраста.

## Достижения
- Бронзовый призёр чемпионата Европы среди кадеток: 1989
- Обладатель Кубка Европы ФИБА: 2004
- Серебряный призёр чемпионата России: 1998, 2005
- Бронзовый призёр чемпионата России: 2001, 2004, 2006
- Бронзовый призёр Балтийской женской лиги: 2003